# ایوانا ایوانوویچ
ایوانا ایوانوویچ (انگلیسی: Ivana Ivanović؛ زادهٔ ۱۹ ژوئیهٔ ۱۹۷۹) بازیکن فوتبال اهل صربستان است.
وی همچنین در تیم ملی فوتبال Serbia بازی کرده‌است.